# Тихоново (станция)
Ти́хоново (тат. Tihonovo, Тихоново) — грузовая железнодорожная станция (с 1981 года) в Менделеевском районе Татарстана.

## История и деятельность
Была образована в 1981 году в 2,5 километрах к северу от одноимённого села.
Здесь обслуживаются вагоны с грузами, приходящие в адрес «Химического завода им. Карпова», «Менделеевсказот», «ПО „ЕлАЗ“» и других предприятий. В распоряжении станции на данный момент находятся семь железнодорожных путей, но для нормального функционирования их не хватает: идёт строительство ещё двух путей[когда?]

. После расширения станции будут обслуживаться составы с грузами для особой экономической зоны «Алабуга».